# Campeón de Campeones 1952-53
El Campeón de Campeones 1952-53 fue la XII edición del Campeón de Campeones que enfrentó al campeón de la Liga 1952-53: Tampico y al campeón de la Copa México 1952-53: Puebla.
El título se jugó a partido único realizado en el Estadio de la Ciudad de los Deportes de la Ciudad de México. Al final de éste, el Tampico consiguió adjudicarse por primera vez en su historia este trofeo.

## Participantes
| Tampico |  |  |  | Campeón de la Primera División de México (1952-53) |
| Puebla  |  |  |  | Campeón de la Copa México (1952-53)                |

## El partido
| 7 de junio de 1953 | Tampico                               | 3:0 (2:0) | Puebla | Estadio de la Ciudad de los Deportes, Ciudad de México |                           |
|                    | González 3' · Candia 33' · Ayllón 86' |           |        | Árbitro(s): Ricardo Barba                              | Árbitro(s): Ricardo Barba |

| Campeón de Campeones 1952-53 |
| ---------------------------- |
|                              |
| Tampico                      |
| 1° Título                    |